# Песчанка (Ртищевский район)
Песчанка — село в Ртищевском районе Саратовской области. Входит в состав Октябрьского муниципального образования.

## География
Находится на расстоянии примерно 9 километров по прямой на северо-восток от районного центра города Ртищево.

## История
Официальная дата основания 1932 год. Деревня была основана в 1811 году помещиками ротмистром Николаем Степановичем Беклемишевым и майором Ивановым, которые перевели сюда своих крепостных из Тверской, Калужской, Пензенской и Тамбовской губерний. В 1831 году построена была Николаевская церковь. В 1859 году учтено было 108 дворов и 809 жителей. В советское время работали колхозы им.Крупской и «Мир».

## Население
Постоянное население составило 93 человека (русские 90%) в 2002 году, 54 в 2010.